# Anastoechus

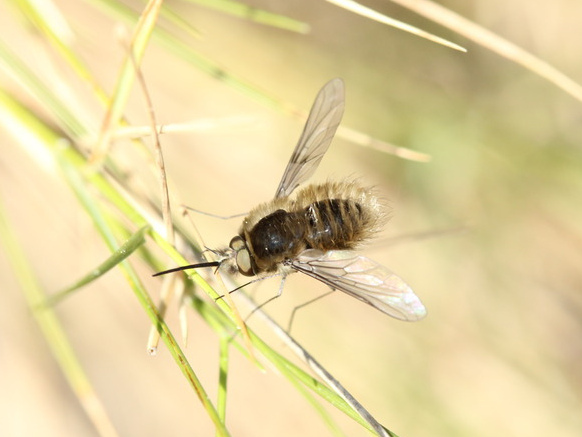
Bujanka kędzierzawa

Anastoechus – rodzaj muchówek z rodziny bujankowatych i podrodziny Bombyliinae. Obejmuje około 90 opisanych gatunków. Występuje w krainach: etiopskiej, palearktycznej, nearktycznej i orientalnej.

## Morfologia
Muchówki o ciele długości od 6 do 17 mm, zwartej budowy, porośniętym długim owłosieniem.
Głowa jest duża, wypukła i silnie owłosiona, co wyróżnia ten rodzaj od pokrewnych Systoechus, Bombylisoma i Bombylius. W widoku bocznym głowa jest półkulista, o umiarkowanie wystającej, zaokrąglonej, obficie owłosionej twarzy. Potylica jest wydatna, gęsto porośnięta bardzo długimi, sterczącymi włoskami. Przyoczka leżą na dość niskim wzgórku przyoczkowym. Oczy złożone mają całobrzegie tylnych krawędzie. U samców rozstaw oczu złożonych równy jest mniej więcej szerokości wzgórka przyoczkowego, u samic jest zaś trzykrotnie większy. Czoło jest włochate, u samicy całkiem wypukłe. Czułki są wąsko rozstawione, o pierwszym członie od dwóch do sześciu razy dłuższym od małego członu drugiego, a członie trzecim bulwiastym lub wrzecionowatym. Aparat gębowy ma sterczący ku przodowi ryjek od dwóch do czterech razy dłuższy od głowy, zaopatrzony w nitkowate głaszczki.
Tułów jest gęsto porośnięty sterczącym owłosieniem. Łuseczka skrzydłowa i plumula mają długie, gęste, delikatne włoski. Skrzydło jest duże, przejrzyste lub brązowo przyciemnione w nasadowej połowie. Komórki podstawowe radialna i medialna są takiej samej długości. Komórka analna jest szeroko otwarta. Płatek skrzydłowy jest duży, a żyłka otokowa w pełni wykształcona. Odnóża są smukłe, o wszystkich goleniach porośniętych szczecinkami. Stopy wieńczą długie przylgi oraz cienkie pazurki.
Odwłok jest owalny, umiarkowanie wydłużony, wypukły, porośnięty bardzo długimi, sterczącymi, delikatnymi włoskami, a na tylnych krawędziach tergitów i stenitów ustawionymi w szereg, sterczącymi, tak długimi jak włoski lub dłuższymi szczecinkami. Genitalia samca mają dystistylusy o kształcie mniej lub bardziej liściowatym.

## Ekologia i występowanie
Owady ciepłolubne. Larwy są parazytoidami prostoskrzydłych.
Rodzaj ten najliczniej reprezentowany jest w krainach etiopskiej i palearktycznej. Występuje także w nearktycznej Ameryce Północnej i w północnych skrajach krainy orientalnej. Z terenu Polski wykazano tylko jeden jego gatunek, bujankę kędzierzawą (A. nitidulus).

## Taksonomia
Rodzaj ten wprowadzony został w 1877 roku przez Carla Roberta Ostena-Sackena jako takson monotypowy, zawierający tylko opisany w tej samej publikacji gatunek typowy, A. barabatus.
Do rodzaju tego należy około 90 opisanych gatunków:

- Anastoechus aegyptiacus Paramonov, 1930
- Anastoechus airis Greathead, 1970
- Anastoechus andalusiacus Paramonov, 1930
- Anastoechus angustifrons Paramonov, 1930
- Anastoechus anomalus Paramonov, 1940
- Anastoechus aralicus Paramonov, 1940
- Anastoechus araxis Paramonov, 1926
- Anastoechus argyrocomus Hesse, 1938
- Anastoechus asiaticus Becker, 1916
- Anastoechus aurecrinitus Du & Yang, 1990
- Anastoechus aurifrons Efflatoun, 1945
- Anastoechus bahirae Becker, 1915
- Anastoechus baigakumensis Paramonov, 1926
- Anastoechus bangalorensis Kapoor & Agarwal in Kapoor, Agarwal & Grewel, 1979
- Anastoechus barbatus Osten Sacken, 1877
- Anastoechus bitinctus Becker, 1916
- Anastoechus candidus Yao, Yang & Evenhuis, 2010
- Anastoechus caucasicus Paramonov, 1930
- Anastoechus chakanus Du, Yang, Yao & Yang, 2008
- Anastoechus chinensis Paramonov, 1930
- Anastoechus deserticola Hesse, 1938
- Anastoechus dolosus Hesse, 1938
- Anastoechus doulananus Du, Yang, Yao & Yang, 2008
- Anastoechus elegans Paramonov, 1930
- Anastoechus erinaceus Bezzi, 1921
- Anastoechus exalbidus (Wiedemann in Meigen, 1820)
- Anastoechus firjuzanus Paramonov, 1930
- Anastoechus flaveolus Becker, 1916
- Anastoechus flavosericatus  Hesse, 1938
- Anastoechus fulvescens Becker & Stein, 1912
- Anastoechus fulvus Yao, Yang & Evenhuis, 2010
- Anastoechus fuscianulatus Hesse, 1938
- Anastoechus fuscus Paramonov, 1926
- Anastoechus hessei Hall, 1958
- Anastoechus hyrcanus (Wiedemann, 1818)
- Anastoechus innocuus Bezzi, 1921
- Anastoechus kashmirensis Zaitzev, 1988
- Anastoechus lacteus Yang, Yao & Cui, 2014
- Anastoechus latifrons (Macquart, 1839)
- Anastoechus leucosoma Bezzi, 1921
- Anastoechus leucothrix Hall & Evenhuis, 1981
- Anastoechus longirostris van der Wulp, 1885
- Anastoechus macrophthalmus  Bezzi, 1921
- Anastoechus macrorrhynchus  Bezzi, 1924
- Anastoechus melanohalteralis Tucker, 1907
- Anastoechus mellinus François, 1969
- Anastoechus meridionalis Bezzi, 1912
- Anastoechus miscens (Walker, 1871)
- Anastoechus mongolicus Paramonov, 1930
- Anastoechus monticola Paramonov, 1930
- Anastoechus montium Becker, 1916
- Anastoechus mylabricida Zakhvatkin, 1934
- Anastoechus neimongolanus Du & Yang, 1990
- Anastoechus nigrocirratus Becker & Stein, 1912
- Anastoechus nitens Hesse, 1938
- Anastoechus nitidulus (Fabricius, 1794) – bujanka kędzierzawa
- Anastoechus niveicollis Enderlein, 1934
- Anastoechus nividulus Evenhuis & Greathead, 1999
- Anastoechus nivifrons (Walker, 1871)
- Anastoechus nivosus Greathead, 1996
- Anastoechus nomas Paramonov, 1930
- Anastoechus phaleratus Hesse, 1938
- Anastoechus pruinosus Hesse, 1938
- Anastoechus pulcher Paramonov, 1930
- Anastoechus ravus Greathead, 1970
- Anastoechus retardatus Becker & Stein, 1912
- Anastoechus rubicundus Bezzi, 1924
- Anastoechus rubricosus (Wiedemann, 1821)
- Anastoechus rubriventris Paramonov, 1930
- Anastoechus sericatus Hesse in Hull, 1973
- Anastoechus sericophorus Hesse, 1938
- Anastoechus setosus (Loew, 1855)
- Anastoechus sibiricus Becker, 1916
- Anastoechus smirnovi Paramonov, 1926
- Anastoechus spinifacies Bezzi, 1920
- Anastoechus stackelbergi Paramonov, 1926
- Anastoechus stramineus (Wiedemann in Meigen, 1820)
- Anastoechus subviridis Greathead, 1996
- Anastoechus suzukii Matsumura, 1916
- Anastoechus syrdarjensis Paramonov, 1926
- Anastoechus trisignatus (Portschinsky, 1881)
- Anastoechus turanicus Paramonov, 1926
- Anastoechus turkestanicus Paramonov, 1926
- Anastoechus turkmenorum Paramonov, 1930
- Anastoechus turriformis
- Anastoechus varipecten Bezzi, 1921
- Anastoechus vlasovi Paramonov, 1930
- Anastoechus xuthus Yao, Yang & Evenhuis, 2010
- Anastoechus zimini Paramonov, 1940